# Cyphotheca montana
Cyphotheca montana är en tvåhjärtbladig växtart som beskrevs av Friedrich Ludwig Diels. Cyphotheca montana ingår i släktet Cyphotheca och familjen Melastomataceae. Inga underarter finns listade i Catalogue of Life.